# Fântânele, Sibiu
Fântânele, mai demult, sau după numele istoric , Cacova sau Cacova Sibiului, (în dialectul săsesc Krippsseifn, în germană Krebsbach, în maghiară Szebenkákova) este o localitate componentă a orașului Săliște din județul Sibiu, Transilvania, România.

## Obiective memoriale
- Cimitirul Eroilor Români din Primul Război Mondial este amplasat  pe platoul Augur, la 1 km de localitate, spre est. A fost amenajat în anii ’20 ai secolului trecut și are o suprafață de 2.400 mp. În acest cimitir sunt 72 de morminte individuale și o groapă comună în care au fost înhumați cca. 500 de eroi. Inițial, însemnele de căpătâi au fost din lemn, dar, în anul 1960, acestea au fost înlocuite cu unele din beton. După Decembrie 1989, în incinta cimitirului, locuitorii din Fântânele (Cacova) au ridicat și o cruce de lemn - în semn de omagiu pentru jertfa eroilor României căzuți în toate timpurile pentru libertate, demnitate națională și democrație in România.
- Monumentul Eroilor Români din Primul și Al Doilea Război Mondial. Monumentul este de tip Obelisc, reprezentând un bust de soldat român și se află amplasat în partea de sud a vetrei satului. Acesta a fost ridicat în anul 1976, de cetățenii satului Fântânele (Cacova), la împlinirea a 60 de ani de la intrarea României în primul război mondial. Monumentul este realizat din beton și ceramică, fiind împrejmuit cu un gard metalic. Pe fața de est se află un înscris comemorativ: „Recunoștință ostașilor din Regimentul 2 Vâlcea căzuți eroic în lupta de pe dealul Merezi - sept. 1916, pentru desăvârșirea unității de stat a României”. Mormântul celor 75 eroi, în frunte cu tânărul lor comandant sublocotenent Vasile Godeanu, se află pe platoul Augur. Pe fațada de vest se află următorul înscris comemorativ: „Spuneți generațiilor viitoare că noi am făcut suprema jertfă pe câmpul de luptă pentru unitatea națională a poporului român“. Alături sunt înscrise numele a 8 eroi români, fii ai satului, căzuți între anii 1916-1919, precum și numele a 15 eroi români, de asemenea originari din Cacova, căzuți între anii 1941-1944.

## Note

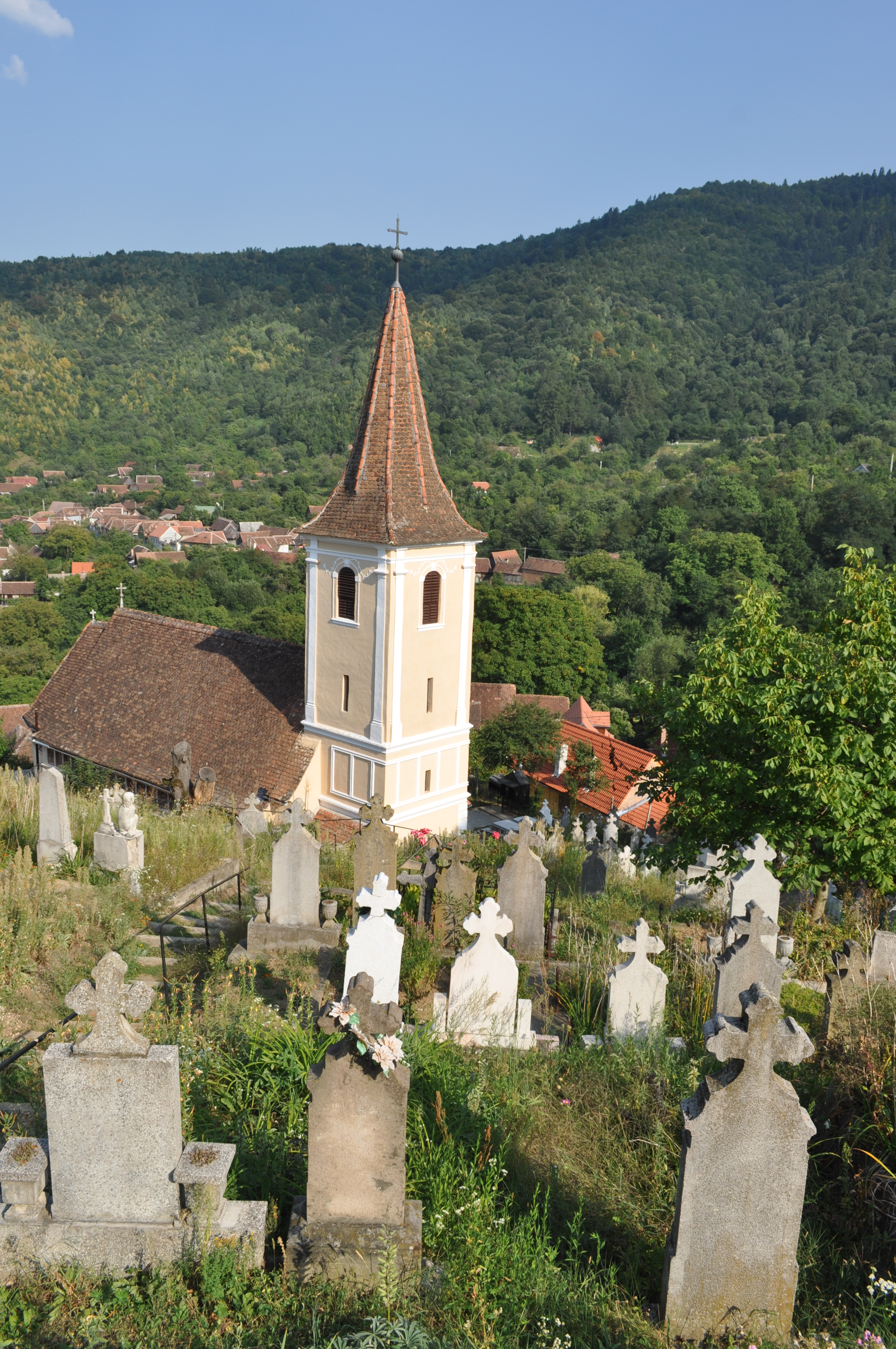
Biserica „Sfântul Nicolae”

## Monumente istorice

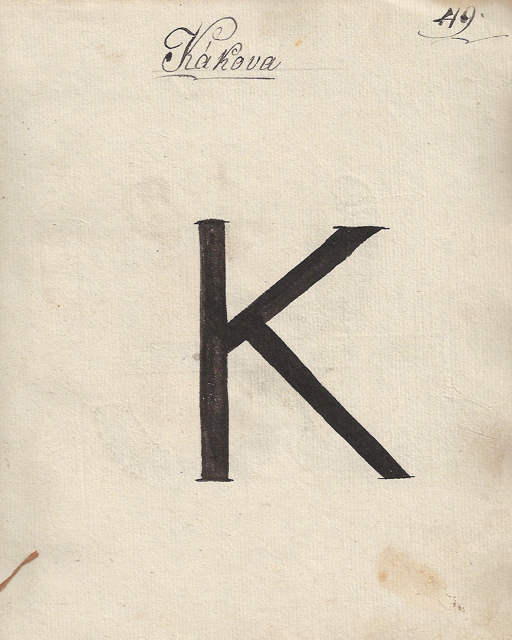
1826 - Danga pentru vitele din Cacova Sibiului (Fântânele)
Biserica „Sfântul Nicolae”
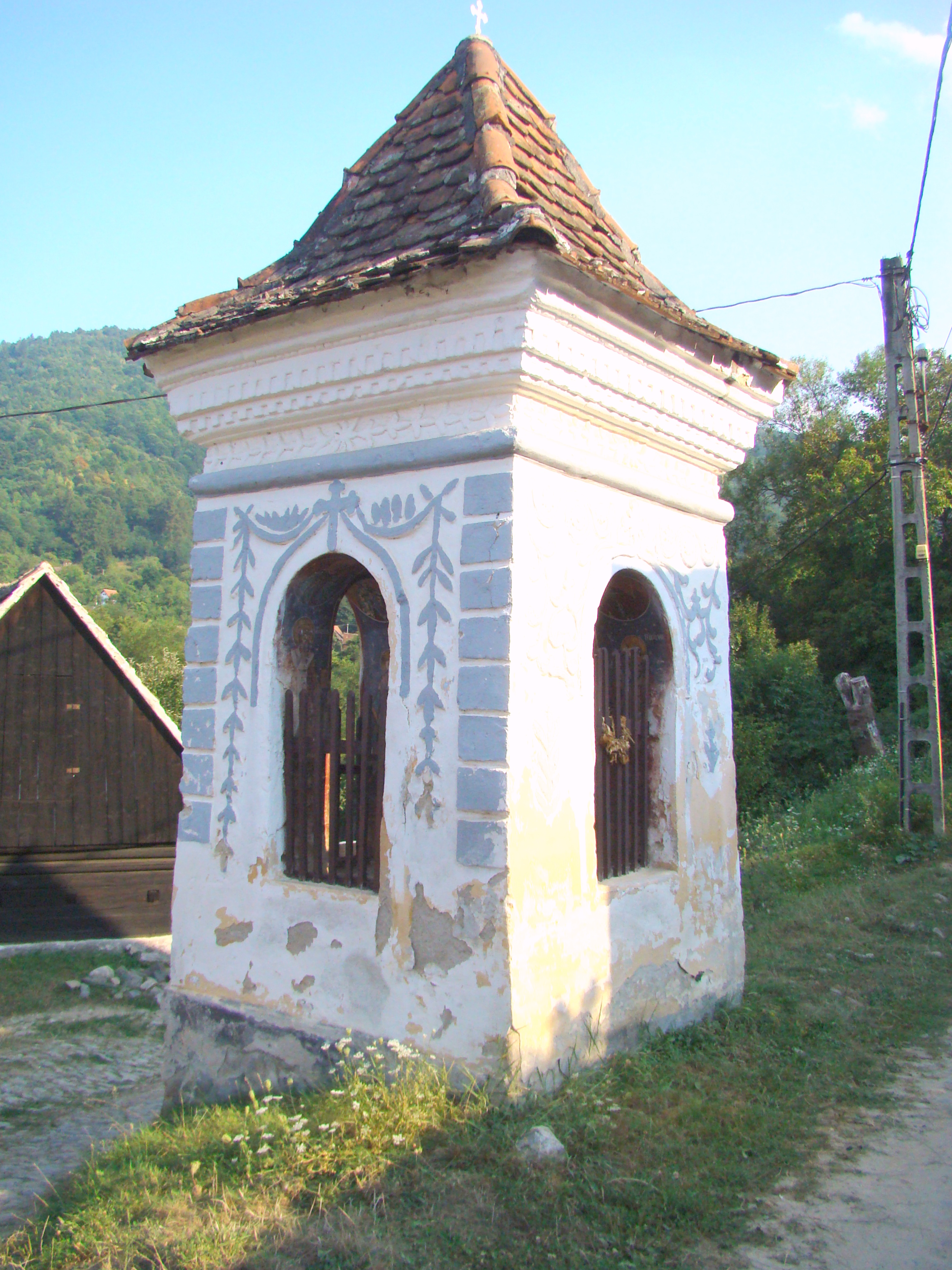
Troiță
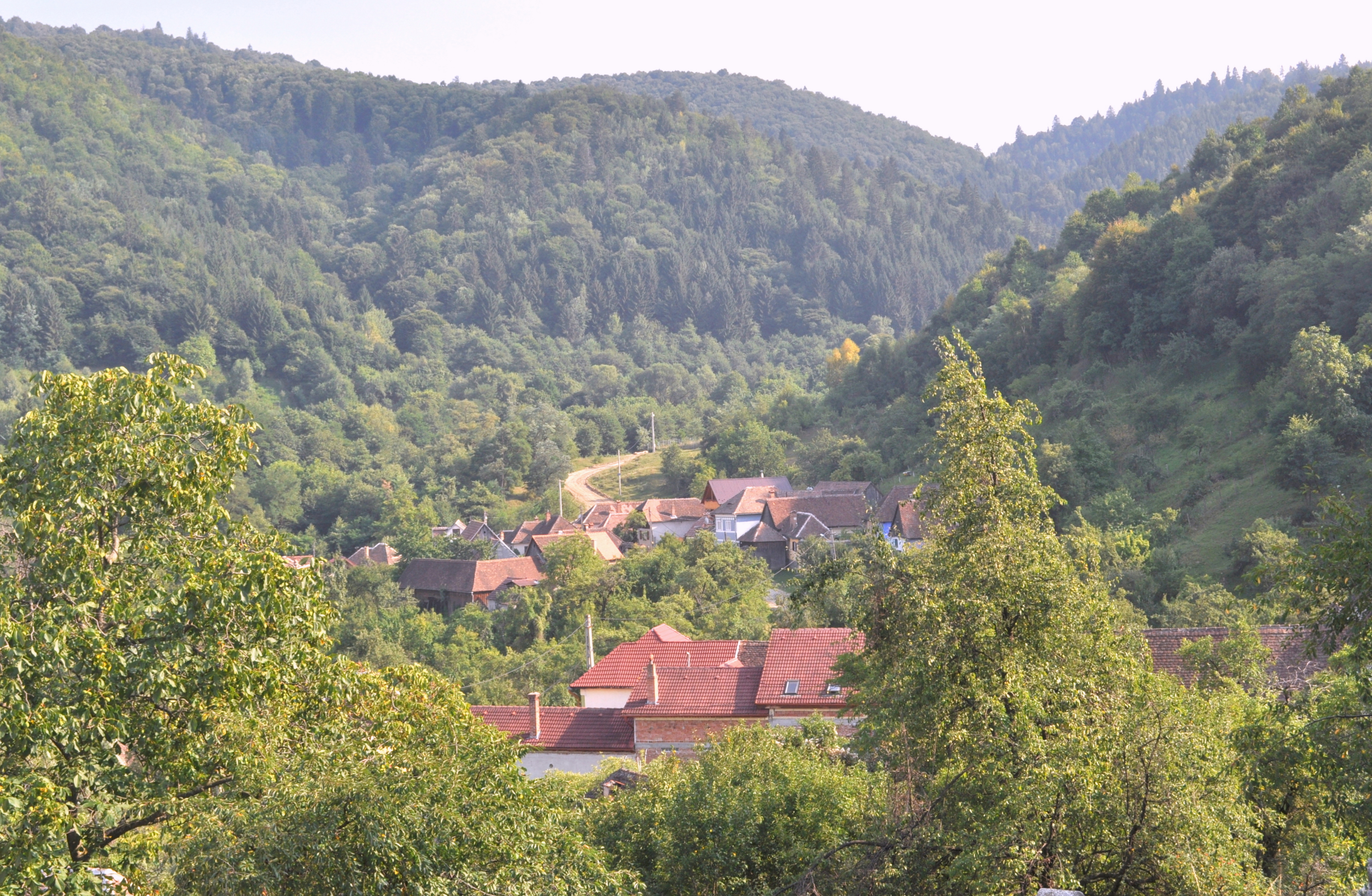